# 弗洛倫斯縣 (威斯康辛州)
弗洛倫斯县（英語：Florence County）是美國威斯康辛州東北部的一個縣，東北與密西根州相連。面積1,088平方公里。根據美國2000年人口普查，共有人口5,088人。縣治弗洛倫斯 (Florence)。
成立於1882年。縣名紀念第一個白人女性Florence Hulst。